# Cristina Pintilie
Cristina Pintilie (* 21. Februar 1984 in Chișinău, Moldauische Sozialistische Sowjetrepublik) ist eine moldauische Sängerin, Violinistin und Musikpädagogin.

## Leben und Karriere
Christina Pintilie begann bereits im Alter von fünf Jahren begann sie ihre musikalische Laufbahn als Mitglied eines Kinderensembles unter der Leitung der Musikerin Maria Iliuț. Innerhalb dieses Ensembles gewann sie im Alter von nur sechs Jahren den Hauptpreis Wettbewerb „Tamara Ciobanu“ in Chișinău. Ihre formale musikalische Ausbildung setzte sie am  Musikgymnasium „Ciprian Porumbescu“ fort, wo sie in der Fachrichtung Violine abschloss. Anschließend studierte sie an der Akademie für Musik, Theater und Bildende Künste in Chișinău und spezialisierte sich dort auf Unterhaltungsmusik und Jazz. Während ihrer gesamten Studienzeit war Pintilie Mitglied des städtischen Kammerorchesters „Amadeos“, wo sie sowohl als Violinistin als auch als Sängerin tätig war. 1997 nahm sie am französischen Liederwettbewerb teil, der von der Französischen Allianz in der Republik Moldau organisiert wurde, und gewann den Hauptpreis. An ihrem 18. Geburtstag erhielt sie den Hauptpreis beim Internationalen Wettbewerb „Crizantema de Aur“ in Târgoviște. Pintilie und die Alex Calancea Band gingen mit dem Song Picture Of Love in die Vorauswahl für den Eurovision Song Contest 2016. Christina Pintilie hat mit Orchestern wie dem Orchester Frații Advahov und dem Orchester „Lăutarii“ unter der Leitung von Nicolae Botgros zusammengearbeitet. Derzeit ist sie als Dozentin an der Akademie für Musik, Theater und Bildende Künste in Chișinău tätig, wo sie am Lehrstuhl für Unterhaltungsmusik und Jazz lehrt.

## Privatleben
Pintilie ist Mutter zweier Kindern.

## Diskografie

### Alben
- 2016: O Melodie Pentru Europa[7]
- 2014: Amintire de iubire[8]
- 2013: Destin[9]
- 2024: Eugen Doga. Dialogs of Love, Vol. 1/2